# 禁身接觸
《禁身接觸》（英語：Touch Me Not）是一部於2018年上映的羅馬尼亞劇情片，由阿狄娜·潘提琳執導。本片獲選為第68屆柏林影展正式競賽片，並獲得金熊獎。

## 演員
- Laura Benson 飾 Laura
- Tómas Lemarquis 飾 Tudor
- Dirk Lange 飾 Radu
- Hermann Mueller 飾 Paul

## 外部連結
- 爛番茄上《禁身接觸》的資料（英文）
- 開眼電影網上《禁身接觸》的資料（繁體中文）
- 豆瓣电影上《禁身接觸》的資料 （简体中文）
- 互联网电影数据库（IMDb）上《禁身接觸》的资料（英文）